# Le Sablier
Pour les articles homonymes, voir Sablier (homonymie).
Le Sablier (砂時計, Sunadokei) est une série de manga shōjo écrite et dessinée par Hinako Ashihara. Elle est prépubliée dans le magazine Betsucomi de l'éditeur japonais Shōgakukan de avril 2003 à octobre 2005. Elle est reliée en 10 tomes.
La version francophone est disponible chez l'éditeur Kana. La série a également été traduite en anglais, en allemand, en italien, en portugais ainsi qu'en chinois.
En 2005, le manga est récompensé par le prix Shōgakukan dans la catégorie Shōjo, à égalité avec C'était nous de Yūki Obata.
La série est adaptée au cinéma en 2008, avec Kaho, Terunosuke Takezai et Nao Matsushita dans les rôles principaux.

## Synopsis
An Uekusa est une petite fille qui voit sa famille se déchirer petit à petit. Son père divorce avec sa mère et cette dernière se suicide, ne pouvant plus supporter tout ça. Heureusement, An va pouvoir compter sur ses amis, notamment Daigo, et va découvrir l'amour...

## Personnages
- An Uekusa/Minase : Jeune fille, héroïne du manga. Elle a du caractère et tient sa candeur de sa mère.
- Daigo Kitamura : Garçon maladroit et gentil, duquel An va tomber amoureuse.
- Fuji Tsukishima : Fils d'une famille fortunée, il n'aime pas les activités de groupe.
- Shiika Tsukishima : Petite sœur de Fuji, elle est douce et plaît aux garçons. Cependant, un terrible secret va déchirer cette famille.

## Manga
Le manga est prépubliée dans le magazine Betsucomi de l'éditeur Shōgakukan de avril 2003 à octobre 2005. Il est également relié en 10 tomes du 23 août 2003 au 25 août 2006.
La version francophone a été éditée par Kana du 21 mars 2008 au 4 septembre 2009. La série a également été prépubliée en anglais dans le magazine américain Shojo Beat de l'éditeur Viz Media à partir du 3 juillet 2007 avant d'être publiée en 10 volumes en Amérique du Nord.

### Liste des volumes
| no | Japonais         | Japonais          | Français         | Français          |
| no | Date de sortie   | ISBN              | Date de sortie   | ISBN              |
| -- | ---------------- | ----------------- | ---------------- | ----------------- |
| 1  | 23 août 2003     | 978-4-09-138401-0 | 21 mars 2008     | 978-2-5050-0290-1 |
| 2  | 19 décembre 2003 | 978-4-09-138402-7 | 16 mai 2008      | 978-2-5050-0329-8 |
| 3  | 26 avril 2004    | 978-4-09-138403-4 | 4 juillet 2008   | 978-2-5050-0316-8 |
| 4  | 26 août 2004     | 978-4-09-138404-1 | 5 septembre 2008 | 978-2-5050-0407-3 |
| 5  | 20 décembre 2004 | 978-4-09-138405-8 | 14 novembre 2008 | 978-2-5050-0436-3 |
| 6  | 25 avril 2005    | 978-4-09-138406-5 | 16 janvier 2009  | 978-2-5050-0515-5 |
| 7  | 26 août 2005     | 978-4-09-138407-2 | 6 mars 2009      | 978-2-5050-0532-2 |
| 8  | 20 décembre 2005 | 978-4-09-138408-9 | 7 mai 2009       | 978-2-5050-0561-2 |
| 9  | 26 avril 2006    | 978-4-09-130416-2 | 3 juillet 2009   | 978-2-5050-0605-3 |
| 10 | 25 août 2006     | 978-4-09-130560-2 | 4 septembre 2009 | 978-2-5050-0717-3 |

### Édition japonaise
Shōgakukan
1. 1 2  (ja) « Tome 1 ».
2. 1 2  (ja) « Tome 2 ».
3. 1 2  (ja) « Tome 3 ».
4. 1 2  (ja) « Tome 4 ».
5. 1 2  (ja) « Tome 5 ».
6. 1 2  (ja) « Tome 6 ».
7. 1 2  (ja) « Tome 7 ».
8. 1 2  (ja) « Tome 8 ».
9. 1 2  (ja) « Tome 9 ».
10. 1 2  (ja) « Tome 10 ».

### Édition française
Kana
1. 1 2  « Tome 1 ».
2. 1 2  « Tome 2 ».
3. 1 2  « Tome 3 ».
4. 1 2  « Tome 4 ».
5. 1 2  « Tome 5 ».
6. 1 2  « Tome 6 ».
7. 1 2  « Tome 7 ».
8. 1 2  « Tome 8 ».
9. 1 2  « Tome 9 ».
10. 1 2  « Tome 10 ».